# Nallachius hermosa
Nallachius hermosa là một loài côn trùng trong họ Dilaridae thuộc bộ Neuroptera. Loài này được Banks miêu tả năm 1913.